# Discografia de Pet Shop Boys

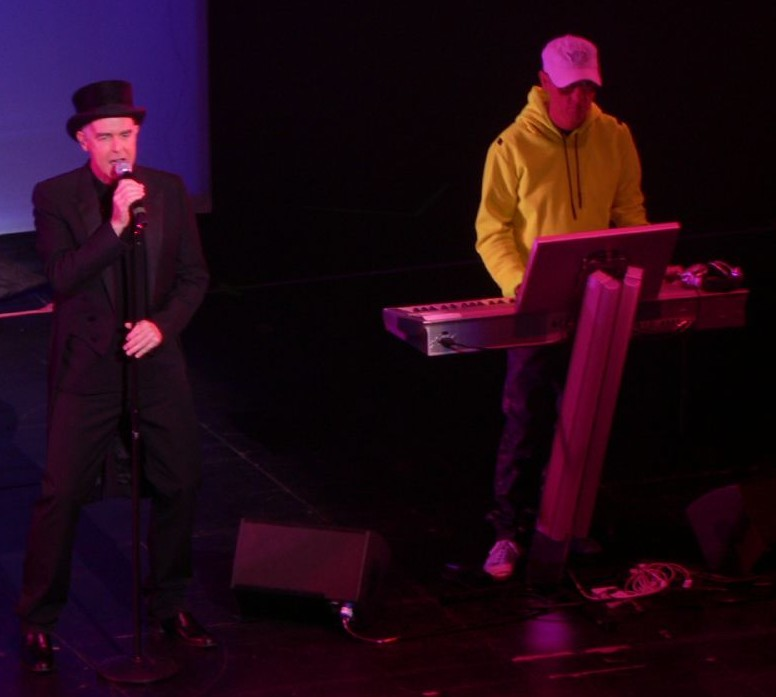
Pet Shop Boys ao vivo na The Opera House, Boston, em 13 de outubro de 2006

A discografia dos Pet Shop Boys, duo inglês de música eletrónica/pop, consiste em treze álbuns de estúdio, quatro coletâneas, dois álbuns ao vivo, quatro álbuns de remix, um extended play e 55 singles. O duo estreou-se com o single West End Girls, lançado pela primeira vez em 1984, mas sem grandes resultados iniciais. No entanto, a canção foi totalmente regravada no final do ano seguinte, e essa nova versão tornou-se o primeiro single a atingir o topo das tabelas de vendas no Reino Unido (RU), a Billboard Hot 100 e a Canadian Singles Chart. A Parlophone Records lançou Please, o álbum de estreia do duo, no RU, em Março de 1986. O álbum alcançou a terceira posição nas tabelas de álbuns britânicas e foi certificado disco de Platina pela British Phonographic Industry (BPI). Este longa duração atingiu também o número sete na Billboard 200 nos Estados Unidos e foi certificado disco de Platina pela Recording Industry Association of America (RIAA). No verão seguinte, o duo composto por Neil Tennant e Chris Lowe lançou "It's a Sin", o primeiro single de seu segundo álbum, Actually. O single tornou-se um outro número 1 no RU e também alcançou o número 9 nos Estados Unidos. Este foi seguido por "What Have I Done to Deserve This?", com Dusty Springfield, que chegou ao número dois, em ambos os lados do Atlântico. No verão de 1987, os Pet Shop Boys gravaram Always on My Mind, uma cover da famosa faixa de Brenda Lee, que se tornou o seu terceiro #1 no RU, durante o Natal de 1987. Este foi seguido por outro #1 no RU, "Heart", na primavera de 1988. O álbum "Actually" foi lançado em setembro de 1987, chegou ao número dois no RU e foi certificado três vezes Platina pela BPI.
O terceiro álbum do duo britânico, Introspective, foi lançado em outubro de 1988, e chegou ao número dois no RU e na Alemanha, sendo certificado duas vezes disco de Platina pela BPI. O próximo álbum, intitulado Behaviour, veio em 1990 e tornando-se o terceiro álbum consecutivo a atingir o a segunda posição logo na semana de estreia nos tops britânicos. O duo, em seguida, lançou a sua primeira compilação de hits, Discograpphy, que incluiu todos os seus singles, bem como duas novas faixas. Em 1993 foi lançada uma versão re-misturada do single "Go West" dos Village People, que alcançou o número dois no RU. Seguiu-se o quinto álbum, intitulado Very, o único álbum dos Pet Shop Boys a alcançar o número um no top britânico. Em 1994, gravaram o single "Absolutely Fabulous" para angariação de fundos, em parceria com a instituição de caridade "Comic Relief", tema que nunca foi integrado em nenhum dos álbuns da banda. Em 1995, surgiu uma coletânea de "lados B", intitulada "Alternative", em 1995. "Se a vida é (That's the Way Life Is)" foi lançado no verão de 1996, um tema inspirado na música latino-americana, single que precedeu o sexto álbum dos Pet Shop Boys, com o título Bilingual.
Nightlife, o sétimo álbum da dupla veio em 1999, seguido pelo álbum Release", em 2003, que obteve um sucesso muito inferior aos precedentes. Em novembro de 2003, os Pet Shop Boys lançaram uma segunda coletânea de êxitos, PopArt: Pet Shop Boys – The Hits. O nono álbum de estúdio, Fundamental, chegou em Maio de 2006, atingindo o número cinco no RU. Nesse mesmo ano era lançado "Concrete", um álbum ao vivo gravado no Mermaid Theatre, em Londres. Lançado em Março de 2009, Yes foi um sucesso da crítica e chegou ao número 4 das tabelas, o melhor resultado em mais de uma década. Os Pet Shop Boys também recebeu o prémio BPI para a "Extraordinária Contribuição à Música Britânica na cerimónia dos Brit Awards de 2009. Em dezembro desse ano, eles lançaram um EP de covers, remixes, e o novo material, intitulado "Christmas".
A 1 de novembro de 2010 foi lançado "Ultimate", um disco de compilação, para comemorar os 25 anos desde que foi lançado o primeiro single da banda. Esta versão especial incluí um DVD com mais de três horas de performances na BBC, de 27 de singles por Pet Shop Boys, lançado em parceria com a BBC Music. Bem como a performance completa no Festival de Glastonbury em junho de 2010. "Ultimate" atingiu a posição 27 nas tabelas britânicas. A segunda compilação de "lados B", "Format"  foi lançada a 6 de fevereiro de 2012, atingindo o número 26 no RU. O duo lançou o seu décimo primeiro álbum de estúdio, Elysium" no final de 2012, atingindo o número 9 nos tops britânicos. Elysium gerou os singles "Winner", "Leaving" e "Memory of the Future".
Em Março de 2013, os Pet Shop Boys começaram um novo capítulo na sua carreira, quando deixaram a sua editora de longa data, a Parlophone, assinando contrato com a Kobalt. Um novo álbum, "Electric", foi lançado em julho de 2013, alcançando o número 3 no RU e 26 nos Estados Unidos, o seu mais bem sucedido álbum em quase 20 anos, em ambos os países. Os singles desse álbum foram "Axis", "Vocal", "Love is a Bourgeois Construct", "Thursday" e "Fluorescent". A dupla realizou uma digressão mundial para divulgar o álbum. Em novembro de 2014, voltaram ao estúdio para começar a trabalhar no seu próximo álbum. Com Stuart Price, que voltou como produtor, "Super" foi anunciado a 21 de janeiro de 2016, com data de lançamento para o dia 1 de abril. "Inner Sanctum", foi lançado como um teaser. O primeiro single propriamente dito é "The Pop Kids", lançado a 26 de fevereiro.

## Álbuns

### Álbuns de estúdio
| Título                                                                  | Detalhes | Posições de pico nas tabelas de vendas | Posições de pico nas tabelas de vendas | Posições de pico nas tabelas de vendas | Posições de pico nas tabelas de vendas | Posições de pico nas tabelas de vendas | Posições de pico nas tabelas de vendas | Posições de pico nas tabelas de vendas | Posições de pico nas tabelas de vendas | Posições de pico nas tabelas de vendas | Posições de pico nas tabelas de vendas | Certificações |
| Título                                                                  | Detalhes | RU                                     | AUS                                    | AUT                                    | CAN                                    | FIN                                    | ALE                                    | HOL                                    | SUE                                    | SUI                                    | EUA                                    | Certificações |
| ----------------------------------------------------------------------- | --- | -------------------------------------- | -------------------------------------- | -------------------------------------- | -------------------------------------- | -------------------------------------- | -------------------------------------- | -------------------------------------- | -------------------------------------- | -------------------------------------- | -------------------------------------- | --- |
| Please                                                                  | - Lançamento: 24 março 1986 - Editora: Parlophone - Formatos: LP, CD, cassette                                   | 3                                      | 10                                     | —                                      | 3                                      | 6                                      | 38                                     | —                                      | 21                                     | 20                                     | 7                                      | - UK: Platina - CAN: Platina - US: Platina                                                                                           |
| Actually                                                                | - Lançamento: 7 setembro 1987 - Editora: Parlophone - Formatos: LP, CD, cassette                                 | 2                                      | 16                                     | 5                                      | 16                                     | 1                                      | 1                                      | 5                                      | 2                                      | 3                                      | 25                                     | - RU: 3× Platina - CAN: Platina - FIN: Platina - GER: Platina - EUA: Ouro                                                            |
| Introspective                                                           | - Lançamento: 10 outubro 1988 - Editora: Parlophone - Formatos: LP, CD, cassette                                 | 2                                      | 44                                     | 8                                      | 68                                     | 1                                      | 2                                      | —                                      | 5                                      | 2                                      | 34                                     | - RU: 2× Platina - CAN: Platina - FIN: Ouro - ALE: Ouro - EUA: Ouro                                                                  |
| Behaviour                                                               | - Lançamento: 22 outubro 1990 - Editora: Parlophone - Formatos: LP, CD, cassette                                 | 2                                      | 27                                     | 22                                     | 34                                     | 5                                      | 4                                      | 51                                     | 9                                      | 12                                     | 45                                     | - RU: Platina - CAN: Ouro - FIN: Ouro - ALE: Ouro                                                                                    |
| Very                                                                    | - Lançamento: 27 setembro 1993 - Editora: Parlophone - Formatos: LP, CD, cassette                                | 1                                      | 2                                      | 6                                      | 9                                      | 1                                      | 1                                      | 18                                     | 1                                      | 1                                      | 20                                     | - RU: Platina - AUS: Platina - AUT: Ouro - FR: Ouro - SUE: Ouro - SUI: Platina - CAN: Platina - FIN: Ouro - ALE: Platina - EUA: Ouro |
| Bilingual                                                               | - Lançamento: 2 setembro 1996 - Editora: Parlophone - Formatos: LP, CD, cassette                                 | 4                                      | 3                                      | 15                                     | 18                                     | 14                                     | 7                                      | 59                                     | 4                                      | 11                                     | 39                                     | - RU: Ouro |
| Nightlife                                                               | - Lançamento: 11 outubro 1999 - Editora: Parlophone - Formatos: LP, CD, cassette                                 | 7                                      | 25                                     | 16                                     | 11                                     | 18                                     | 2                                      | 61                                     | 4                                      | 9                                      | 84                                     | - RU: Ouro - ALE: Ouro |
| Release                                                                 | - Lançamento: 1 abril 2002 - Editora: Parlophone - Formatos: LP, CD, cassette                                    | 7                                      | 62                                     | 15                                     | —                                      | 22                                     | 3                                      | 71                                     | 12                                     | 13                                     | 73                                     | - RU: Prata |
| Fundamental                                                             | - Lançamento: 22 maio 2006 - Editora: Parlophone - Formatos: LP, CD, digital download                            | 5                                      | 25                                     | 23                                     | —                                      | 9                                      | 4                                      | 42                                     | 6                                      | 7                                      | 150                                    | - RU: Prata |
| Yes                                                                     | - Lançamento: 20 março 2009 - Editora: Parlophone, Astralwerks - Formatos: LP, 11x12", CD, 2CD, digital download | 4                                      | 32                                     | 5                                      | 56                                     | 28                                     | 3                                      | 34                                     | 12                                     | 7                                      | 32                                     | - RU: Prata - ALE: Ouro |
| Elysium                                                                 | - Lançamento: 10 setembro 2012 - Editora: Parlophone, Astralwerks - Formatos: 2LP, CD, 2CD, digital download     | 9                                      | 50                                     | 20                                     | —                                      | 21                                     | 7                                      | 28                                     | 12                                     | 13                                     | 44                                     | |
| Electric                                                                | - Lançamento: 15 julho 2013 - Editora: x2, Kobalt Label Services - Formatos: LP, CD, digital download            | 3                                      | 24                                     | 13                                     | 21                                     | 5                                      | 3                                      | 15                                     | 11                                     | 6                                      | 26                                     | |
| Super                                                                   | - Lançamento: 1 abril 2016 - Editora: x2, Kobalt Label Services - Formatos: LP, CD, digital download             | 3                                      | 12                                     | 8                                      | 35                                     | 8                                      | 3                                      | 13                                     | 10                                     | 4                                      | 58                                     | |
| "—" indica álbum que não entrou na tabela ou não foi lançado nesse país | |                                        |                                        |                                        |                                        |                                        |                                        |                                        |                                        |                                        |                                        | |

### Compilações
- Discography: The Complete Singles Collection (1991)
- Alternative (1995)
- PopArt: Pet Shop Boys - The Hits (2003)
- Back to Mine: Pet Shop Boys (2005)
- Party (2009)
- Ultimate (2010)
- Format (2012)

### Álbuns "Disco"
- Disco (1986)
- Disco 2 (1994)
- Disco 3 (2003)
- Disco 4 (2007)

### Ao vivo
- Concrete (2006)
- Pandemonium (2010)

### Trilhas sonoras
- Foram vários de seus sucessos em novelas da Rede Globo, sendo o primeiro no remake de Selva de Pedra em 1986 com a música "West End Girls" e no final dos anos 80 com a balada "Domino Dancing" tema de O Salvador da Pátria, em 1989, todas essas em horário nobre. Pela terceira vez, mais uma novela das 8 (na época) integrou com o sucesso "Being Boring" que abriria o lp internacional de Meu Bem, Meu Mal, em 1991. Suas últimas aparições em novelas foi no ano de 2000, precisamente em 2007 em Sete Pecados, um dueto com Robbie Williams em "She's Madonna" e "King of Rome", em Viver a Vida, em 2010. A última música de novela da banda foi na novela das 6 Flor do Caribe com a canção "Invisible, em 2013, assim totalizando seis hits como tele-temas de novelas da emissora.

A * Psycho (1998) - a música "Screaming" aparece na trilha sonora oficial desta nova versão do clássico "Psicose", de Alfred Hitchcock, mas não está presente no filme.
1. Closer to Heaven (2001) - da peça homônima de Jonathan Harvey.
2. Battleship Potemkin (2005) - do filme O Encouraçado Potemkin, em colaboração com a Sinfônica de Dresden.
3. The Most Incredible Thing (2011) - Trilha sonora musical de uma peça de balé de um conto de Hans Cristian Andersen em colaboração com a Orquestra Wroclaw Score.
4. West End Girls é uma musica tocada na rádio non-stop-pop FM do jogo GTA V

## Singles

### Go West
Go West foi lançada como single em 6 de Setembro de 1993, embora seja um cover do grupo Village People. Foi tocado pela primeira vez pelos Pet Shop Boys no club The Haçienda, um ano antes. A ideia do cover Go West partiu de Chris Lowe (tecladista dos Pet Shop Boys). Ele estava em seu apartamento tocando, como algumas vezes faz, o álbum Greatest Hits do Village People, quando pensou que Go West seria uma ótima música a ser tocada, uma música sobre idealizações que, cantada por Neil Tennant (vocalista dos Pet Shop Boys) soaria esperançosa, já que a letra é muito inspiradora mas parece que o objetivo nunca é alcançado. O vídeo, com cenas na Praça Vermelha de Moscou, cativa um lado que faz lembrar a Guerra Fria, com os Pet Shop Boys fantasiados, Neil de Azul e Chris de Amarelo, ambos com "capacetes" azul e amarelo na cabeça.